# Teenage Mutant Ninja Turtles-filmer
Sedan 1990 har flera  Teenage Mutant Ninja Turtles-filmer producerats.

## Filmer

### Ursprungliga trilogin
| Titel                                           | Premiärdatum |
| ----------------------------------------------- | ------------ |
| Teenage Mutant Ninja Turtles                    | 30 mars 1990 |
| Teenage Mutant Hero Turtles II - Kampen om Ooze | 22 mars 1991 |
| Teenage Mutant Hero Turtles III                 | 19 mars 1993 |

### Datoranimering
| Titel                                       | Premiärdatum   |
| ------------------------------------------- | -------------- |
| TMNT                                        | 30 mars 2007   |
| Teenage Mutant Ninja Turtles: Mutant Mayhem | 4 augusti 2023 |

### Animering
| Titel                                            | Premiärdatum   |
| ------------------------------------------------ | -------------- |
| Turtles Forever                                  | 11 juli 2009   |
| Batman VS. Teenage Mutant Ninja Turtles          | 31 mars 2019   |
| Rise of the Teenage Mutant Ninja Turtles: Filmen | 5 augusti 2022 |

### Platinum Dunes rebootserie
| Titel                        | Premiärdatum   |
| ---------------------------- | -------------- |
| Teenage Mutant Ninja Turtles | 8 augusti 2014 |
| Out of the Shadows           | 3 juni 2016    |

## Avbrutna och planerade projekt
Kevin Eastman arbetade under åren 1995-1997 med en fjärde Turtlesfilm vid namn TMNT 4: The Next Mutation or TMNT 4: The Foot Walks Again. 2012 publicerade Heritage Auctions skissningar på en femte sköldpadda vid namn Kirby, samt figurer som Fang, Shredder, Spyder, Nano Spyder, Super Shredder, Casey, Talbot, Lawson, Bugman och "Evil April". Peter Laird publicerade skissningar av sköldpaddorna och Splinter på sin blogg.
Kevin Munroe meddelade i mars 2007 att han skulle vilja regissera en uppföljare till 2007 års film, med Shredders återkomst. Kevin Munroe planerade en trilogi, med "TMNT 2" baserad på den 13 nummer långa berättelsen "City at War" från Mirageserierna, och  Michelangelo skulle känna sig utesluten och i stället ansluta sig till Fotklanen. Sköldpaddorna skulle rest till Japan och stött på Karai och Shredder. Filmen "TMNT 3" skulle ha innehållit triceratonerna och Teknodromens ankomst från Dimension X. Kevin Munroe ville att Michael Clarke Duncan skulle läsa rösten för kommendörkapten Mozar, Triceratonledaren,.
I slutet av oktober 2016 meddelades att en tredje film i Platinum Dunes serie troligtvis inte skulle bli av, efter att Teenage Mutant Ninja Turtles: Out of the Shadows, som haft biopremiär i juni samma år, inte blivit någon större ekonomisk framgång.

### Fotnoter
1. ↑  ”Concept Art From TMNT Defunct Live-Action Film Reveals Kirby The Fifth Turtle & So Much More”. Arkiverad från originalet den 8 juni 2015. https://web.archive.org/web/20150608080435/http://www.comicbookmovie.com/fansites/nailbiter111/news/?a=71285#7gjkV9PaiFri7JQY.99. Läst 30 april 2015.
2. ↑  Blast from the Past #36 repost: Donatello's new costume
3. ↑  Blast from the Past #37 repost: Leonardo's new costume
4. ↑  Blast from the Past #38 repost: Splinter's new look
5. ↑  Blast from the Past #39 repost: Michelangelo's new costume
6. ↑  Blast from the Past #40 repost: Raphael's new look
7. ↑  Alex Billington (4 mars 2007). ”TMNT Sequel Planned, Could We See Shredder?”. Firstshowing. http://www.firstshowing.net/2007/03/04/tmnt-sequel-planned-could-we-see-shredder/. Läst 30 april 2015.
8. ↑  Josh Armstrong (19 augusti 2014). ”Director Kevin Munroe revisits Imagi’s TMNT franchise” (på engelska). Animatedviews. http://animatedviews.com/2014/director-kevin-munroe-revisits-imagis-tmnt-franchise/. Läst 1 maj 2015.
9. ↑  Alexander Kardelo (31 oktober 2016). ”Det blir ingen Teenage Mutant Ninja Turtles 3” (på svenska). Moziezine. https://www.moviezine.se/nyheter/det-blir-ingen-teenage-mutant-ninja-turtles-3. Läst 5 augusti 2022.